# 沃伊托韋 (盧甘斯克州)
48°51′4″N 39°10′51″E / 48.85111°N 39.18083°E
沃伊托韋（羅馬化：Voitove）是位於烏克蘭東部的村莊，由盧甘斯克州夏斯佳區的夏斯佳市鎮負責管轄。該村始建於1917年，面積2.06平方公里，海拔高度49米，2001年人口403，人口密度每平方公里195.6人。